# Impuesto Empresarial a Tasa Única
El Impuesto Empresarial a Tasa Única (IETU) fue un impuesto aplicable en México. La Ley del Impuesto Empresarial a Tasa Única, que fue aprobada por el Congreso de la Unión el 1°de junio de 2007 y entró en vigor el 1 de enero de 2008, formó parte del paquete de Reforma Fiscal propuesto por el Poder Ejecutivo hasta que fue abrogado en 2013 con la reforma fiscal del Presidente Enrique Peña Nieto.
Conforme a lo previsto en el artículo 1° de la Ley del Impuesto Empresarial a Tasa Única, vigente en aquellos años, estaban  obligadas al pago del impuesto empresarial a tasa única las personas físicas (con actividad empresarial o régimen intermedio) y las morales residentes en territorio nacional, así como los residentes en el extranjero con establecimiento permanente en el país por los ingresos que obtuviesen, independientemente del lugar en donde se generen, por la realización de las siguientes actividades:
- Enajenación de bienes
- Prestación de servicios independientes
- Otorgamiento del uso o goce temporal de bienes y servicio.

Después de una larga espera para este impuesto, el IETU, la Suprema Corte de Justicia de la Nación lo decretó constitucional, al emitir su fallo en favor de la expedición de la Ley del Impuesto Empresarial a Tasa Única (LIETU) el 9 de febrero de 2010, al negar el amparo a varias empresas (amparadas). dio el fallo, y dijo en un comunicado que "No vulnera los principios constitucionales de equidad, proporcionalidad y legalidad tributaria", según  determinaron los ministros de la Suprema Corte. Asimismo, permitía la deducción de regalías entre partes independientes y las prohibía cuando se trataba de partes relacionadas. El IETU "no vulnera el principio de legalidad tributaria, ya que su objeto se encuentra delimitado en dicho ordenamiento," señalando que este corresponde a los ingresos brutos, sin perjuicio de las deducciones y créditos que prevé la ley.

## Base
El impuesto empresarial a tasa única se calculaba  aplicando la tasa del impuesto a la cantidad que resultaba de disminuir, de la totalidad de los ingresos percibidos por las actividades gravadas descritas anteriormente, las deducciones autorizadas que establecía esa Ley.

## Ingresos percibidos
Para efectos de esta ley, se consideran ingresos percibidos aquellos que fueron efectivamente cobrados durante el ejercicio, en los términos de la Ley del Impuesto al Valor Agregado.

## Ingresos exentos
- Los obtenidos por la Federación, por las entidades federativas, por los municipios, por los órganos constitucionales autónomos y por las entidades de la administración pública paraestatal.
- Partidos, asociaciones, coaliciones y frentes políticos legalmente reconocidos.
- Sindicatos obreros.
- Asociaciones o sociedades civiles organizadas con fines científicos, políticos, religiosos y culturales.
- Cámaras de comercio e industria, agrupaciones agrícolas, ganaderas, pesqueras o silvícolas, colegios de profesionales, asociaciones patronales, y los organismos que conforme a la ley agrupen a las sociedades cooperativas, ya sea de productores o de consumidores.
- Las instituciones o sociedades civiles administradoras de fondos o cajas de ahorro, las sociedades cooperativas de consumo, las sociedades cooperativas de ahorro y préstamo autorizadas para operar como entidades de ahorro y crédito popular.
- Asociaciones de padres de familia y las sociedades de gestión colectiva.
- Los obtenidos por personas morales con fines no lucrativos o fideicomisos, autorizados para recibir donativos deducibles en los términos de la Ley del Impuesto sobre la Renta.
- Los que perciban las personas físicas y morales, provenientes de actividades agrícolas, ganaderas, silvícolas o pesqueras, que se encuentren exentos del pago del impuesto sobre la renta.
- Los que se encuentren exentos del pago del impuesto sobre la renta.
- La enajenación de partes sociales, documentos pendientes de cobro y títulos de crédito, con excepción de certificados de depósito de bienes y de certificados de participación inmobiliaria no amortizables.
- La enajenación de moneda nacional y moneda extranjera, excepto cuando la enajenación la realicen personas que exclusivamente se dediquen a la compraventa de divisas (más del 90% de sus ingresos).
- Las personas físicas cuando en forma accidental realicen alguna de las actividades gravadas.

## Deducciones autorizadas para efectos del IETU
Los contribuyentes que se encontraban obligados al pago del impuesto empresarial a tasa única, podían disminuir las siguientes deducciones:
- Erogaciones por la adquisición de bienes, de servicios independientes o por uso o goce temporal de bienes, o para la administración, producción, comercialización y distribución de bienes y servicios.
- Las contribuciones a cargo del contribuyente pagadas en México (erogaciones no deducibles).
- El impuesto al valor agregado o el impuesto especial sobre producción y servicios cuando el contribuyente no tenga derecho a acreditarlos.
- Las contribuciones a cargo de terceros pagadas en México cuando formen parte de la contra prestación excepto el ISR retenido o de las aportaciones de seguridad social.
- Erogaciones por aprovechamientos, explotación de bienes de dominio público, por la prestación de un servicio público sujeto a una concesión o permiso, siempre que sean deducibles para ISR.
- Las inversiones nuevas que sean deducibles para el IETU adquiridas en el periodo del 1 de septiembre al 31 de diciembre de 2007, hasta por el monto de la contra prestación efectivamente pagada por estas inversiones en el citado periodo. El monto se deducirá en una tercera parte en cada ejercicio fiscal a partir de 2008, hasta agotarlo.
- Las devoluciones de bienes que se reciban de los descuentos o bonificaciones que se hagan, así como de los depósitos o anticipos que se devuelvan siempre que los ingresos de las operaciones que les dieron origen hayan estado afectos al IETU.
- Indemnizaciones por daños y perjuicios y penas convencionales.
- La creación o incremento de las reservas matemáticas vinculadas con los seguros de vida o seguros de pensiones.
- Las cantidades que paguen las instituciones de seguros a los asegurados o a sus beneficiarios cuando ocurra el riesgo amparado y las cantidades que paguen las instituciones de fianzas.
- Los premios que paguen en efectivo las personas que organicen loterías, rifas, sorteos o juegos con apuestas y concursos de toda clase, autorizados conforme a las leyes respectivas.
- Los donativos no onerosos ni remunerativos. (Pero solo a un 7.5 por ciento de las utilidades anuales de la persona que dona, es decir, no todos los donativos serán deducibles de este impuesto.)
- Las pérdidas por créditos incobrables por:
  - Los servicios por los que devenguen intereses a su favor.
  - Las quitas, condonaciones, bonificaciones y descuentos sobre la cartera de créditos que representen servicios por los que devenguen intereses a su favor.
  - Las pérdidas originadas por la venta de su cartera y por aquellas pérdidas que sufran en las daciones en pago.
  - Las pérdidas por créditos incobrables y caso fortuito o fuerza mayor, deducibles en los términos de la Ley del Impuesto sobre la Renta, correspondientes a ingresos afectos al IETU, hasta por el monto del ingreso afecto al IETU.

## Comentarios adicionales
La mayor parte de las empresas se ampararon contra este impuesto alegando inconstitucional la eliminación de la deducción del activo fijo adquirido antes de septiembre de 2007, ya que este, a pesar del crédito en disposiciones transitorias, no podrá ser deducido en su totalidad.
El IETU fue la versión enmendada por los legisladores de la propuesta de la Secretaría de Hacienda de un nuevo impuesto de tipo directo que proponía gravar con una tasa uniforme de 19 por ciento los ingresos de las empresas conseguidos por la enajenación o renta de bienes y la prestación de servicios. Su versión original, denominada Contribución Empresarial a Tasa Única (CETU), remitida a los legisladores el 20 de junio de 2007, limitaba las posibilidades de deducción a los gastos para la formación bruta de capital, las erogaciones correspondientes a la adquisición de bienes, así como los pagos por renta de bienes y servicios empleados en las actividades generadoras de ingresos. La CETU, además, proponía acreditar en su caso el impuesto sobre la renta (ISR) y el impuesto sobre el activo efectuados por las unidades de producción y servicios.